# Marie Victoire d'Arenberg
Marie Victoire d'Arenberg, född 1714, död 1793, var den sista markgrevinnan av Baden-Baden. 

## Biografi
Marie Victoire d'Arenberg var dotter till Léopold Philippe d'Arenburg och  Maria Lodovica Francesca Pignatelli. Hon gifte sig 1735 med August Georg av Baden-Baden.
Marie Victoire d'Arenberg var medlem av furstehuset Arenberg och barndomskamrat till kejsarinnan Maria Teresia av Österrike. Hon gifte sig med prins August Georg Simpert av Baden-Baden, som 1761 efterträdde sin barnlöse bror som monark i Baden-Baden. Marie Victoire ägnade sig åt katolsk utbildning av kvinnor och barn. Hon grundade en kvinnlig augustinsk klosterkör, och (1767) en klosterskola för utbildning av kvinnor till både mödrar och lärare i Ottersweier.
År 1771 dog maken barnlös. Baden-Baden ärvdes av makens släkting Karl Fredrik av Baden-Durlach, och staterna Baden-Baden och Baden-Durlach slogs då ihop. Marie Victoire lämnade hovet i Rastatt och flyttade till Ottersweier.